# Oneiroi
In de Griekse mythologie waren de Oneiroi de zonen van Hypnos. Ze waren neven van Thanatos (de Dood), Geras (de Oude dag) en andere wezens, allen geproduceerd via parthenogenese. Anderen bronnen spreken ervan dat de zonen van Nyx verwekt waren door haar broer Erebos (de Duisternis) of door Hypnos, of dat ze zonen waren van Gaia (de Aarde). Ze worden doorgaans afgebeeld als zwart-gevleugelde demonen. 
De Oneiroi waren verantwoordelijk voor de menselijke dromen. Ovidius noemt er drie bij name:
- Morpheus, die in de vorm van mensen verscheen in de dromen
- Phobetor, oftewel Icelus, die zich vermomde in de gedaante van dieren
- Phantasos, die de vorm aannam van alle levenloze zaken, zoals steen, hout of water[1]